# Боквурст

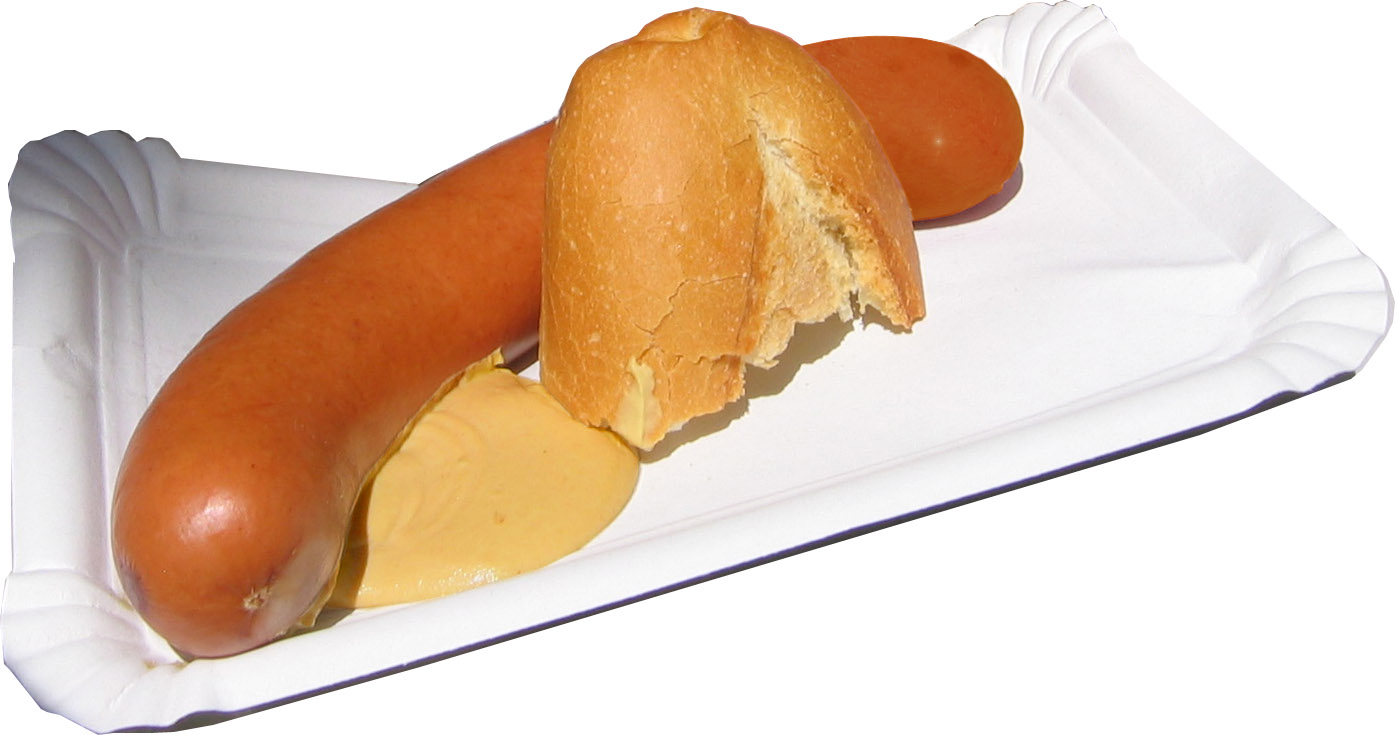
Боквурст с хлебом и горчицей

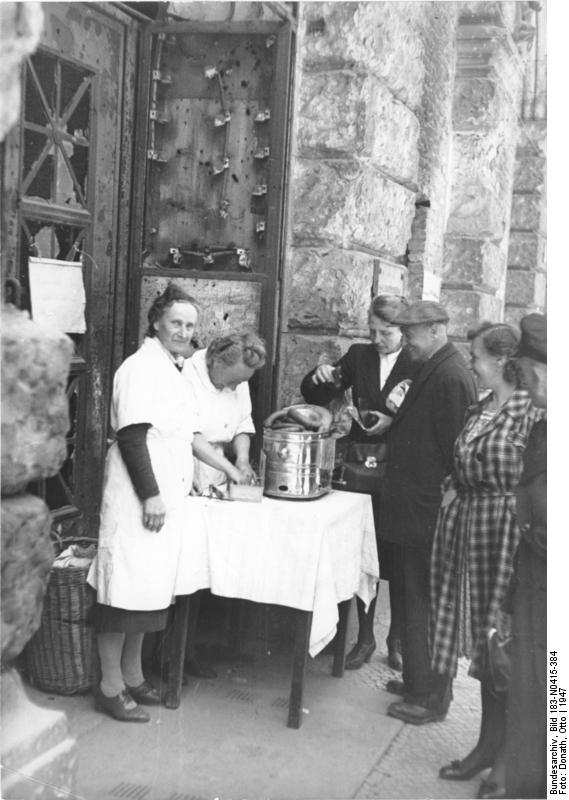
Продажа боквурстов с лотка. Берлин, Лейпцигская улица. 1947

Бо́квурст (нем. Bockwurst) — традиционное и популярное мясное изделие в Германии, варёно-копчёная сарделька, перед подачей разогревается в горячей воде. Своё название получила по сорту крепкого мартовского пива бокбир, с которым изначально и подавалась. Боквурст обычно едят с горчицей.
Боквурст как кулинарное изделие из мяса появился в Германии вместе с французскими гугенотами в XVII веке. Авторство названия «боквурст» обычно приписывают берлинским трактирщику Рихарду Шольцу (нем. Richard Scholtz) и мяснику Беньямину Лёвенталю (нем. Benjamin Löwenthal). Так окрестили в 1889 году гости заведения на Скалицер-Штрассе 46 Б (ныне берлинский Шпреевальдплац (нем. Spreewaldplatz)) подававшуюся Шольцем к пиву горячую сардельку. В ГДР родиной боквурста считался город Хальберштадт, где в 1895 году уличный торговец боквурстами Фридрих Хайне придумал упаковывать боквурсты в жестяные консервные банки.
Типичный для боквурста светло-коричневатый цвет объясняется горячим копчением в течение 30—60 минут, которому этот вид сардельки подвергается в процессе приготовления. В немецких кулинарных книгах указывается, что боквурст изготавливается из свинины и сала. Допускается добавление говядины. Если используются другие сорта мяса, то это указывается в наименовании: куриный боквурст, боквурст из баранины.
В процессе изготовления в измельчённый колбасный фарш для сочности добавляется пищевой лёд, его содержание составляет порядка 20 процентов от объёма мясного материала. Другие ингредиенты: нитритно-посолочная смесь, добавки для куттерования и пряности: перец, паприка, имбирь, мускатный цвет (мацис) и кориандр. Для боквурста обычно используется натуральная свиная оболочка. Диаметр колбаски составляет не более 32 мм (обычно 28-30 мм).
Варёная сосиска с картофельным салатом — типичное в Германии блюдо на столе в сочельник. По данным опроса, проведённого Продовольственным союзом Германии в 2015 году, около 40 % населения на востоке страны выбрали к картофельному салату именно боквурст.